# Новіцький Олексій Михайлович
Олексі́й Миха́йлович Нові́цький (позивний — Казах; 1977, с. Шрубків, Хмельницька область — 5 січня 2023, Донецька область) — український доброволець, військовослужбовець, молодший сержант 63 ОМБр Збройних сил України, учасник російсько-української війни.

## Життєпис
Олексій Новіцький народився в селі Шрубків на Хмельниччині.
Працював будівельником. У перші дні повномасштабного російського вторгнення в Україну добровільно пішов на фронт. Оператор протиповітряного зенітно-ракетного комплексу 63-ї окремої механізованої бригади.
5 січня 2023 року молодший сержант Олександр Новіцький із ПЗРК «Stinger» збив «Су-25» російських окупантів на Донеччині. Від уламків снаряда, що упав поруч, зазнав поранень, несумісних з життям.
11 січня 2023 року похований у с. Шрубків Хмельницького району.